# Saulles
Saulles é uma comuna francesa na região administrativa de Grande Leste, no departamento de Haute-Marne. Estende-se por uma área de 17,18 km². Em 2010 a comuna tinha 49 habitantes (densidade: 2,9 hab./km²).